# Ciuchici
Ciuchici là một xã thuộc hạt Caraș-Severin, România. Dân số thời điểm năm 2002 là 1266 người.